# Luigi Visintainer
Luigi Visintainer (Trento, 15 ottobre 1923 – ...) è stato un calciatore italiano, di ruolo difensore.

## Caratteristiche tecniche
Giocava come terzino.

## Carriera
Cresciuto nel Trento, ha disputato due campionati di Serie B dal 1946 al 1948 con il Mantova, quindi un'altra stagione in Serie B a Lodi con il Fanfulla, per un totale di 51 presenze senza reti nella serie cadetta. Nel 1951 torna al Mantova.